# Marco de Carlo
Marco de Carlo (Buenos Aires, Argentina, 19 de octubre de 1919-Ciudad de México, México, 25 de julio de 2006) fue un actor de cine y televisión argentino, radicado en México.  También se le conocía en el medio artístico bajo el nombre de Marcko D'Carlo, y así se le acreditó en algunas películas.

## Biografía
De Carlo nació en el puerto de Buenos Aires, Argentina, el 19 de octubre de 1916, de donde partió a los 16 años de edad a la ciudad de Caracas, Venezuela, hasta llegar a Nueva York en donde comienza su trabajo como actor y sus estudios como médico, hasta alcanzar la especialidad en psiquiatría.

## Carrera
Inició su faceta como cantante de tangos, y como tal recorrió grandes ciudades en norte, centro y Sudamérica.
Casi toda su carrera artística la hizo en México interpretando toda clase de papeles en muy diversas películas, incluyendo La venenosa (1949), de Miguel Morayta, con Gloria Marín y Ana Luisa Peluffo; y ¡Yo soy gallo dondequiera! (1953), de Roberto Rodríguez, junto a Joaquín Cordero y Sara Montiel; sin descontar las producciones de bajísimo presupuesto del "rey del cine Z" de México, Juan Orol, para quien trabajó en seis filmes, entre ellos,Cabaret Shangai(1950), ¡Que idiotas son los hombres! (1951), Perdición de mujeres (1951) y La diosa de Tahití (1953), todos al lado de Rosa Carmina; y, con mejor suerte, las siete comedias junto al cómico Antonio Espino "Clavillazo", como Vivir a todo dar (1956), El organillero (1957) y Piernas de oro (1958). Otros títulos incluyen Chanoc en el circo unión (1979), El látigo contra las momias asesinas (1980); El hijo de Santo en frontera sin ley (1983) y Ratas de la frontera (1984), ambas al lado de Raúl Salcedo «Cascarita»; Los demonios del desierto (1990) y La guerra de los bikinis (1990), entre otros.
También participó en la adaptación para la televisión del espacio radial La tremenda corte, entre 1966 y 1968, en su papel de Patagonio Tucumán y Bandoneón.

## Muerte
Falleció de causas naturales el 25 de julio de 2006, tres meses antes de cumplir 87 años.

## Filmografía
- Piernas de oro (1958)